# Ivan Goranov
Ivan Pavlov Goranov (Bulgaars: Иван Павлов Горанов) (Velingrad, 10 juni 1992) is een Bulgaars voetballer die sinds 2020 uitkomt voor Sporting Charleroi. Goranov is een vleugelspeler die bij voorkeur als linksachter speelt, maar ook als linkermiddenvelder of linksvoor uit de voeten kan.
1 Patron ·
2 Bager ·
3 Knezevic ·
4 Van Cleemput ·
5 Camara ·
6 Zorgane ·
7 Mbenza ·
8 Guiagon ·
9 Dabbagh ·
10 Badji ·
12 Closset ·
13 Benbouali ·
15 Dragsnes ·
16 Koffi ·
17 Bernier ·
18 Heymans ·
19 Štulić ·
21 Andreou ·
22 Trebel ·
25 Marcq ·
26 Ilaimaharitra  ·
27 Monticelli ·
29 Rogelj ·
32 Boukamir ·
37 Dari ·
42 Lutte ·
44 Morioka ·
55 Delavallée ·
66 Ozornwafor ·
80 Sylla ·
98 Petris ·
Coach: De Mil